# Nastavne metode
Nastavne metode su načini rada učitelja i učenika pri čemu učenici stječu znanja i razvijaju sposobnosti. Osnovna podjela nastavnih metoda je na verbalne i vizualne nastavne metode. Vrlo je važno u nastavi primjenjivati više metoda rada i međusobno ih kombinirati.

## Verbalne metode
U verbalne metode ubrajaju se:
- Metoda usmenog izlaganja - najčešće se primjenjuje pri obradi gradiva. Osnovni oblici ove metode jesu:
  - Pripovijedanje - koristi se kada učenici nemaju dovoljno predodžaba o obrađivanom gradivu, a potiče veći interes nego čitanje iz knjige. Učitelj može pripovijedanje prilagoditi učenicima, tako da bude pristupačnije i zanimljivije. Sadržaji pripovijedanja moraju biti točni i istiniti, te odgovarati nastavnom planu i programu.
  - Objašnjavanje - može se provoditi pokazivanjem predmeta i modela, upoznavanjem na pojmove iste vrste, isticanjem konkretnih primjera iz života, raščlanjivanjem pojmova i drugo. Za objašnjavanje treba pripremiti učenike i prilagoditi im težinu sadržaja. Objašnjavanje ne smije trajati dugo i uvijek treba provjeriti jesu li učenici shvatili što se objasnilo.

- Metoda razgovora - razgovorom se učenici potiču na aktivnost u stjecanju novoga znanja ili primjeni stečenoga. Metoda razgovora može se primjenjivati gotovo u svim tipovima nastavnih sati i u svim etapama nastavnog sata, a najčešće se primjenjuje pri ponavljanju, vježbanju i usmenom provjeravanju učeničkog znanja.

## Vizualne metode
Vizualne metode dijele se na:
- Dokumentacijske - učenik dolazi do znanja na temelju pisane i grafičke dokumentacije.
- Demonstracijske - učenik promatranjem upoznaje predmete, pojave, svojstva, koje im pokazuje učitelj. Dobila je ime od latinske riječi demonstrare, što znači prikazivati. Ima široku primjenu u nastavi jer su percepcija i zor vrlo važan izvor spoznaje.
- Eksperimentalne - učenik izvođenjem eksperimenta, koje je pokazao učitelj, upoznaje pojave i svojstva i stječe nova znanja. Učitelj vodi učenike da sami eksperimentiraju i promatraju pojave oko sebe. Važnost te metode je u tome što učenici svim osjetilima sudjeluju u proučavanju konkretnih objekata i pojava pa na osnovi toga stječu nove spoznaje, nove pojmove i nova znanja.